# عنکبوت‌های لوله‌نشین
عنکبوت‌های لوله‌نشین (نام علمی: Segestriidae) نام یک تیره از infraorder تارتنک‌ریختان است.